# صنعت کاغذ و خمیرکاغذ

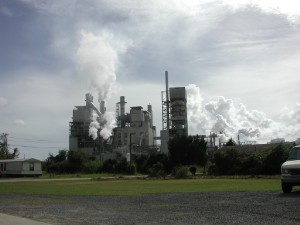
بزرگترین کارخانه تولید کاغذ، متعلق به شرکت اینترنشنال پیپر

صنعت کاغذ و خمیرکاغذ (به انگلیسی: Pulp and paper industry) شامل شرکت‌هایی است، که با استفاده از چوب به‌عنوان مواد خام به تولید کاغذ، خمیرکاغذ و سایر محصولات بر پایه سلولز می‌پردازند.
این صنعت سال‌ها، در انحصار کامل ایالات متحده آمریکا قرار داشت، تا اینکه در سال ۲۰۰۹ جمهوری خلق چین در تولید کاغذ و خمیرکاغذ از آن پیشی گرفت.
انتظار می‌رود ارزش بازار کاغذ و خمیرکاغذ در سطح جهان طی یک دوره پنج ساله بین ۲۰۱۹ و ۲۰۲۴ افزایش یافته و از ۶۳٫۳ میلیارد دلار به حدود ۷۹٫۶ میلیارد دلار برسد.

## بزرگترین کشورهای تولیدکننده کاغذ
| رتبه ۲۰۱۱ | کشور                | تولید در ۲۰۱۱ (۱٬۰۰۰ تن) | مشارکت ۲۰۱۱ | رتبه ۲۰۱۰ | تولید در ۲۰۱۰ (۱٬۰۰۰ تن) |
| --------- | ------------------- | ------------------------ | ----------- | --------- | ------------------------ |
| ۱         | چین                 | ۹۹٫۳۰۰                   | ۲۴٫۹٪       | ۱         | ۹۲٫۵۹۹                   |
| ۲         | ایالات متحده آمریکا | ۷۵٫۰۸۳                   | ۱۸٫۷٪       | ۲         | ۷۵٫۸۴۹                   |
| ۳         | ژاپن                | ۲۶٫۶۷۸                   | ۶٫۷٪        | ۳         | ۲۷٫۲۸۸                   |
| ۴         | آلمان               | ۲۲٫۶۹۸                   | ۵٫۷٪        | ۴         | ۲۳٫۱۲۲                   |
| ۵         | کانادا              | ۱۲٫۱۱۲                   | ۳٪          | ۵         | ۱۲٫۸۷۸                   |
| ۶         | کره جنوبی           | ۱۱٫۴۹۲                   | ۲٫۹٪        | ۸         | ۱۱٫۱۲۰                   |
| ۷         | فنلاند              | ۱۱٫۳۲۹                   | ۲٫۸٪        | ۶         | ۱۱٫۷۸۹                   |
| ۸         | سوئد                | ۱۱٫۲۹۸                   | ۲٫۸٪        | ۷         | ۱۱٫۴۱۰                   |
| ۹         | برزیل               | ۱۰٫۱۵۹                   | ۲٫۵٪        | ۱۰        | ۹٫۷۹۶                    |
| ۱۰        | اندونزی             | ۱۰٫۰۳۵                   | ۲٫۵٪        | ۹         | ۹٫۹۵۱                    |
|           | مجموع جهانی         | ۳۹۸٫۹۷۵                  | ۱۰۰٪        |           | ۳۹۴٫۲۴۴                  |

## بزرگترین شرکت‌های تولید کاغذ
| رتبه | شرکت            | کشور                | تولید ۲۰۱۰ (۱٬۰۰۰ تن در فروش |   |
| ---- | --------------- | ------------------- | ---------------------------- | - |
| ۱    | اینترنشنال پیپر | ایالات متحده آمریکا | ۱۱٫۹۲۲                       | ۱ |
| ۲    | استورا آنسو     | فنلاند              | ۱۰٫۸۱۲                       | ۳ |
| ۳    | یوپی‌ام          | فنلاند              | ۹٫۹۱۴                        | ۷ |
| ۴    | اس‌سی‌آ           | سوئد                | ۸٫۹۴۸                        | ۶ |